# 千石 (海運会社)
株式会社千石（英: Sengoku Co. Ltd.)は、大阪府大阪市に本社を置く日本の海運会社。

## 支店
- 和歌山支店

〒640-8341 和歌山県和歌山市黒田1丁目1-10
- 北九州支店

〒804-0074 福岡県北九州市戸畑区南鳥旗町8-3

## 沿革
- 1961年 - 豊田正幸が1000万円出資し海運事業へ進出した。
- 1962年 - 屋号を「千石商店」とした。
- 1971年6月1日 - 「株式会社千石」に社名変更し、資本金を3000万円に増資した。

## 事業内容
- 海砂採取事業

瀬戸内海および九州で、コンクリートの材料となる海砂などの海洋資源の採取を行っている。採取した海洋資源は、大阪の自社拠点まで海上輸送し搬入する。
- 海洋物流事業

海砂、石灰砕石、石灰砕砂などの海洋資源・骨材資源を船舶によって運搬している。産地から大阪へは大型船による大規模輸送を行っている。
- 建材事業

産地から海上輸送された海洋資源を搬入し備蓄する。需要に応じて自社及び他社の生コンクリート製造プラント、アスファルトプラントなどに出荷する。
- 生コンクリート事業

大阪市此花区西九条の生コンクリート製造プラントで製造した生コンクリートは、JIS規格で定められた時間内に需要地に向けて出荷する。
- 流動化処理事業

地中埋設管や建築基礎空間の埋め戻し、建築基礎地盤の空洞充填などに用いられる流動化処理土の製造と供給を行っている。
- 海洋工事事業

主に大阪のベイエリアの空港や港湾施設などの海洋工事現場に向けて土砂や石などの建材を出荷している。